# 潭村駅
潭村駅（たんそんえき）は、中華人民共和国広東省広州市天河区花城大道にある広州地下鉄5号線の駅である。

## 歴史
- 2009年12月28日：開業[1]。

## 駅構造
島式ホーム1面2線を有する地下駅。

### のりば
| 番線 | 路線    | 行先             |
| ---- | ------- | ---------------- |
| 1    | ■ 5号線 | 黄埔新港方面     |
| 2    | ■ 5号線 | 広州駅・滘口方面 |

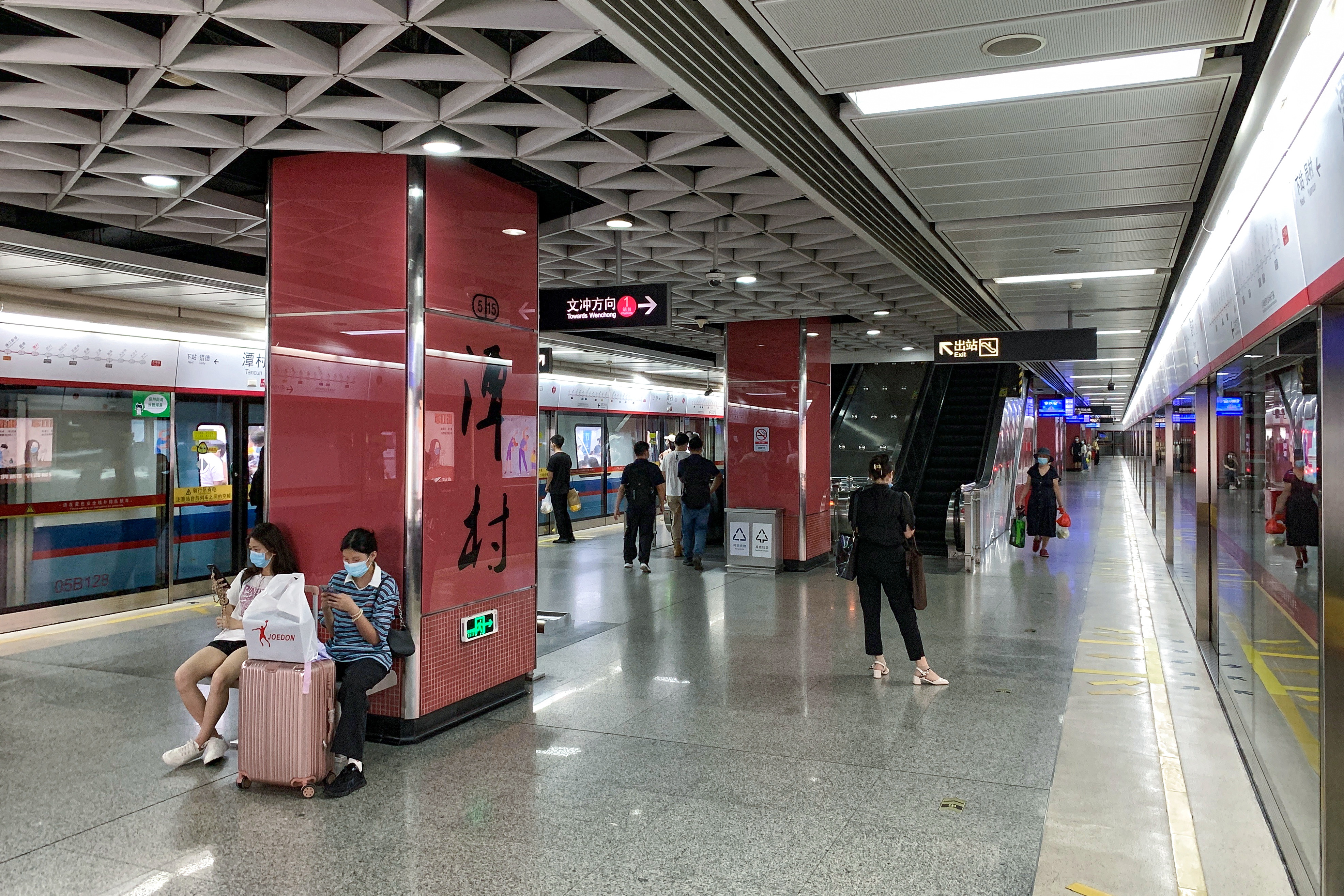
ホーム（2022年7月）
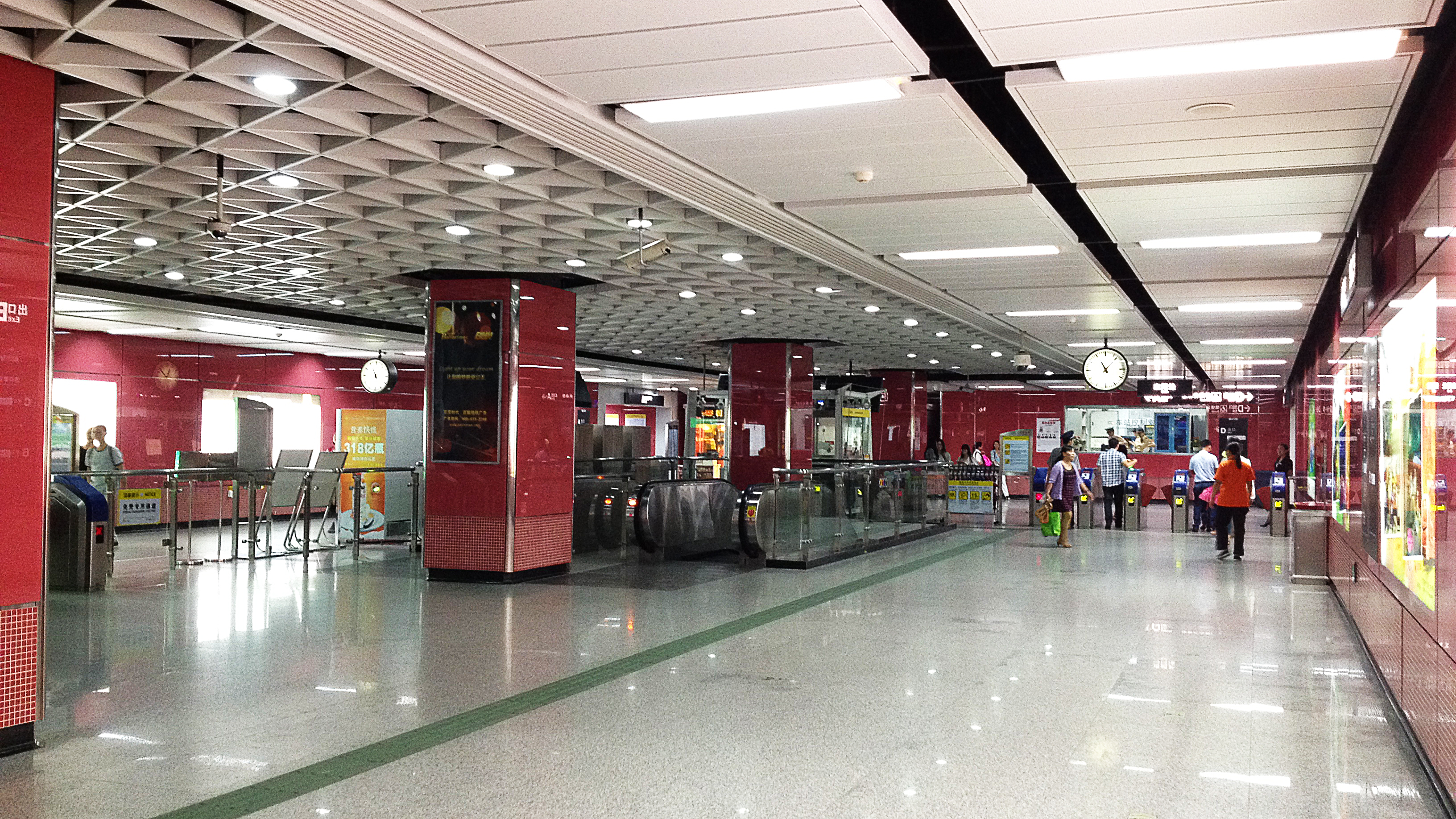
コンコース

## 駅周辺
- 尚東・宏御
- 南国学校
- 南国花園
- 金碧華府
- 珠光・新城御景
- 江月園
- 広州競馬場（中国語版）
- 珠光・新城国際中心
- 珠江公園（中国語版）

## 隣の駅
広州地下鉄
■ 5号線
猟徳駅 514 - 潭村駅 515 - 員村駅 516